# Point Pleasant (New Jersey)
Ne doit pas être confondu avec Point Pleasant Beach.
Pour les articles homonymes, voir Point Pleasant.
Point Pleasant est un borough du comté d'Ocean au New Jersey, aux États-Unis.
Lors du recensement de 2010, sa population est de 18 392 habitants. La municipalité s'étend sur 4,17 milles carrés (10,8 km2), dont 0,68 milles carrés (1,76 km2) d'étendues d'eau.
La ville devient une municipalité indépendante de Brick Township au printemps 1920. Elle doit son nom à un lieu séparant l'Océan Atlantique et le Manasquan Inlet (en).

## Personnalités liées à la commune
Mary Philbrook, 1e avocate à être autorisée à plaider dans l'état du New-Jersey et féministe engagée dans l'obtention du droit de vote pour les femmes est morte à Plaisant Point à l'âge de 86 ans le 2 septembre 1958. 